# Juan Grande Santos de San Pedro
Juan Grande Santos de San Pedro (Poza de la Sal, 1627 - Sigüenza, 14 de septiembre de 1697)
fue un eclesiástico español, sucesivamente canónigo penitenciario de la catedral de Sigüenza, de la de Sevilla, obispo de Almería, de Pamplona y de Sigüenza. Durante su episcopado en Pamplona desempeñó interinamente el cargo de virrey de Navarra durante unos meses.
| Predecesor: Antonio Ibarra            | Obispo de Almería 1681 – 1683  | Sucesor: Andrés de la Moneda           |
| Predecesor: Pedro Roche               | Obispo de Pamplona 1683 – 1692 | Sucesor: Toribio de Mier               |
| Predecesor: Alejandro de Bournonville | Virrey de Navarra 1690 – 1691  | Sucesor: Juan Manuel Fernández Pacheco |
| Predecesor: Tomás Carbonell           | Obispo de Sigüenza 1692 – 1697 | Sucesor: Francisco Álvarez y Quiñones  |